# Први април (филм из 1986)
Први април (енгл. April Fool's Day) је амерички комични слешер хорор филм из 1986. године, редитеља Фреда Волтона, са Џејом Бејкером, Дебором Форман, Дебором Гудрич, Ејми Стил и Томасом Ф. Вилсоном у главним улогама. Радња прати групу студената који на Дан шале одлазе код своје колегинице, која живи на удаљеном острву, где их прогони мистериозни убица.
Филм је сниман у Британској Колумбији током 1985, а премијерно је приказан крајем марта 1986, у дистрибуцији продукцијске куће Парамаунт пикчерс. Изазвао је помешане и претежно позитивне реакције публике, а посебно је познат по свом изненађујућем обрту на самом крају. На сајту Ротен томејтоуз оцењен је са 55%. Има доста сличности са другим слешерима с почетка 1980-их, као што су Петак тринаести (1980), Матурско вече (1980), Мој крвави Дан заљубљених (1981) и Дан дипломирања (1981). Данас се сматра култним класиком.
Године 2008. снимљен је далеко неуспешнији римејк, под истим насловом.

## Радња
На Дан првоаприлске шале, девоторо студената колеџа одлази у посету својој колегиници Марфи, која живи на удаљеном острву. Тамо почиње да их прогони мистериозни серијски убица, а сви сумњају да особа која их је угостила није Марфи, већ њена сестра близнакиња Бафи, која је провела неколико година у менталној болници.

## Улоге
| Глумац          | Улога                 |
| --------------- | --------------------- |
| Џеј Бејкер      | Харви Едисон мл.      |
| Дебора Форман   | Марфи / Бафи Сент Џон |
| Дебора Гудрич   | Ники Брашерс          |
| Ејми Стил       | Кит Грејам            |
| Томас Ф. Вилсон | Арч Камингс           |
| Кен Олант       | Роб Ферис             |
| Грифин О'Нил    | Скип Сент Џон         |
| Леа Пинсент     | Нан Јангблад          |
| Клејтон Ронер   | Чаз Вишински          |
| Том Хитон       | полицајац Потер       |
| Мајк Номад      | Бак                   |
| Лојд Бири       | Фериман               |
| Пет Барлоу      | Клара                 |